# 기동전사 건담 NT
《기동전사 건담 NT》(일본어: 機動戦士ガンダムNT, MOBILE SUIT GUNDAM NARRATIVE)는 선라이즈에서 제작한 일본의 로봇 애니메이션 영화이다.

## 개요
우주세기를 배경으로 한 작품 「기동전사 건담 F91」 이래 27년부터의 신작 작품이며, 「기동전사 건담 UC」(이하 「UC」) 이후의 이야기를 각종 미디어로 전개하는 시리즈 「UC NexT 0100」의 제1탄으로서 제작된다.

## 출연진
- 에노키 준야 - 요나 바슈타 역
- 무라나카 토모 - 미셸 루오 역
- 마츠우라 아유 - 리타 베르날 역
- 우메하라 유이치로 - 졸탄 아카넷 역